# مجموعة الكليات الاكاديمية التعليمية
مدارس ACG أو مجموعة الكليات الاكاديمية التعليمية (المعروفة سابقًا باسم ACG Education) ما هي الا عبارة عن شركة تعليم خاصة ومقرها موجود في نيوزيلندا وتدبر المدارس والمدارس التمهيدية في نيوزيلندا وآسيا أيضا. وقد أدرجت كشركة نيوزيلندية ذات مسؤولية محدودة في عام 1994، وقد قامت بإنشاء أولى مدارسها في عام 1994 ؛ والآن تقدم مجموعة الكليات الاكاديمية مدارس التعليم لأكثر من 4700 طالب في ثلاث دول من خلال حرم 10 جامعات تقع في 4 مدن. وهي تعد أكبر مجموعة مدارس خاصة مستقلة في نيوزيلندا. تم الحصول عليها من قبل Inspired Education Group في 2019 مقابل مبلغ لم يكشف عنه.

## التاريخ
تم إنشاء الكلية العليا في نيوزيلندا بواسطة السير جون غراهام وداون جونز CNZM ، وتعد المدرسة الأولى لنيوزيلندا للطلبة الكبار، وفي عام 1995. كانت هذه هي المدرسة التأسيسية لمجموعة الكليات الاكاديمية، والتي تضم الآن العديد من المدارس المستقلة وكليات مهنية في انحاء نيوزيلندا. ففي فبراير 2013، استحوذت شركة Waterman Capital على 24٪ من أسهم مجموعة الكليات الاكاديمية، وانضم المدير التنفيذي لشركة ووترمان كبتل ماتت ريلي إلى مجلس الإدارة. كان ووترمان من بين المساهمين الذين وافقوا على بيع مجموعة الكليات الاكاديمية إلى Pacific Equity Partners. في مايو من عام 2015، وقد أصدرت National Business Review بيانًا أن ACG قد عينت UBS و Macquarie لتقوم بتشغيل عملية البيع. في 17 سبتمبر من عام 2015، وقد أعلنت شركة Pacific Equity Partners أنها وافقت على الاستحواذ على مجموعة الكليات الاكاديمية مقابل مبلغ لم يكشف عنه بعد. ففي أبريل من عام 2017، أعلنت مجموعة الكليات الاكاديمية التعليمية عن شرائها لمدرسة اللغة الإنجليزية، معهد كامبل. في 1 يوليو 2017، كانت قد اشترت سبع كليات مهنية في مجموعة Intueri Education في نيوزيلندا. 

## المدارس

### مدارس نيوزيلندا المستقلة
وتمتلك مجموعة الكليات الاكاديمية أأربع مدارس مستقلة في نيوزيلندا. يوجد ثلاثة في أوكلاند - كلية ACG Parnell ،   ACG Strathallan ،   و ACG Sunderland    - وواحدة، ACG Tauranga ، في تاورانجا. وهي مدارس علمانية ومختلطة وتقوم بتدريس امتحانات كامبردج الدولية. وتقدم كلية ACG Parnell College أيضًا البكالوريا الدولية.
مجموعة الكليات الاكاديمية لديها أيضا مركز واحد لمرحلة ما قبل المدرسة في كوينزتاون، حديقة حيوان زجزاج.
في عام 2018 كان قد تم إغلاق ACG Senior College وتم دمجها أيضا مع ACG Parnell College. وحدث أيضا في عام 2019، ان افتتحت ACG Parnell College حرمها الجامعي الأول. حرم جامعي فريد من نوعه خاص بالجامعة لمدة 12 و 13 طالبًا مسجلين في الكلية.

ACG Strathallan

### المدارس الدولية
- مدرسة أستراليا الدولية بفيتنام
- مدرسة ACG جاكرتا

## الجوائز
| جائزة                                   | منحت                   | عام  | ملاحظات |
| --------------------------------------- | ---------------------- | ---- | ------- |
| LTM ستار هاي سكول                       | جوائز مجلة سفر اللغة   | 2011 | [ 15 ]  |
| جائزة المصدر - فئة الاستشاريين والخدمات | جوائز الشحن الجوي NZ   | 2011 | [ 16 ]  |
| مدرسة ST Star الثانوية                  | دراسة جوائز سفر النجوم | 2011 | [ 17 ]  |